# Kalanhoa
Kalanhoa (lat. Kalanchoe), biljni rod u porodici Crassulaceae.
Postojbina: mnogi topski krajevi Afrike, Indija i Daleki Istok.

## Uzgoj
Oblici variraju od patuljastih do onih koji narastu u visinu od 2 metra. To su vrlo omiljene biljke ne samo zbog atraktivnog lišća i lijepih nakupina cvjetova, nego i zbog jednostavnog uzgoja, u svakoj mješavini zemlje uz dosta vode tijekom ljetnih mjeseci. Zimska minimalna temperatura je 8°C, a neke vrste zahtijevaju i višu, uz povećano zalijevanje, jer u protivnom počinje otpadati lišće. Rastu na sunčanom položaju i u polusjeni, a najbolje rezultate daje uzgoj pod zasjenjenim staklom.

## Vrste
1. Kalanchoe adelae Raym.-Hamet
2. Kalanchoe alternans (Vahl) Pers.
3. Kalanchoe alticola Compton
4. Kalanchoe ambolensis Humbert
5. Kalanchoe angolensis N.E.Br.
6. Kalanchoe angustifolia A.Rich.
7. Kalanchoe antennifera Desc.
8. Kalanchoe arborescens Humbert
9. Kalanchoe aromatica H.Perrier
10. Kalanchoe aubrevillei Raym.-Hamet ex Cufod.
11. Kalanchoe auriculata (Raadts) V.V.Byalt
12. Kalanchoe ballyi Raym.-Hamet ex Cufod.
13. Kalanchoe beauverdii Raym.-Hamet
14. Kalanchoe beharensis Drake
15. Kalanchoe bentii C.H.Wright ex Hook f.
16. Kalanchoe berevoensis Rebmann
17. Kalanchoe bergeri Raym.-Hamet & H.Perrier
18. Kalanchoe bhidei T.Cooke
19. Kalanchoe bipartita Chiov.
20. Kalanchoe blossfeldiana Poelln.
21. Kalanchoe bogneri Rauh
22. Kalanchoe boisii Raym.-Hamet & H.Perrier
23. Kalanchoe boranae Raadts
24. Kalanchoe bouvetii Raym.-Hamet & H.Perrier
25. Kalanchoe brachyloba Welw. ex Britten
26. Kalanchoe bracteata Scott Elliot
27. Kalanchoe briquetii Raym.-Hamet
28. Kalanchoe calcicola (H.Perrier) Boiteau
29. Kalanchoe campanulata (Baker) Baill.
30. Kalanchoe carnea N.E.Br.
31. Kalanchoe ceratophylla Haw.
32. Kalanchoe chapototii Raym.-Hamet & H.Perrier
33. Kalanchoe cherukondensis Subba Rao & Kumari
34. Kalanchoe chevalieri Gagnep.
35. Kalanchoe citrina Schweinf.
36. Kalanchoe craibii Raym.-Hamet
37. Kalanchoe crenata (Andrews) Haw.
38. Kalanchoe crundallii I.Verd.
39. Kalanchoe curvula Desc.
40. Kalanchoe cymbifolia Desc.
41. Kalanchoe daigremontiana Raym.-Hamet & H.Perrier
42. Kalanchoe deficiens (Forssk.) Asch. & Schweinf.
43. Kalanchoe delagoensis Eckl. & Zeyh.
44. Kalanchoe densiflora Rolfe
45. Kalanchoe dinklagei Rauh
46. Kalanchoe dyeri N.E.Br.
47. Kalanchoe elizae A.Berger
48. Kalanchoe eriophylla Hils. & Bojer ex Tul.
49. Kalanchoe fadeniorum Raadts
50. Kalanchoe farinacea Balf.f.
51. Kalanchoe faustii Font Quer
52. Kalanchoe fedtschenkoi Raym.-Hamet & H.Perrier
53. Kalanchoe fernandesii Raym.-Hamet
54. Kalanchoe × flaurantia Desc.
55. Kalanchoe gastonis-bonnieri Raym.-Hamet & H.Perrier
56. Kalanchoe germanae Raym.-Hamet ex Raadts
57. Kalanchoe glaucescens Britten
58. Kalanchoe globulifera H.Perrier
59. Kalanchoe gracilipes (Baker) Baill.
60. Kalanchoe grandidieri Baill.
61. Kalanchoe grandiflora Wight & Arn.
62. Kalanchoe hametiorum Raym.-Hamet
63. Kalanchoe hauseri Werderm.
64. Kalanchoe hildebrandtii Baill.
65. Kalanchoe hirta Harv.
66. Kalanchoe × houghtonii D.B.Ward
67. Kalanchoe humifica Desc.
68. Kalanchoe humilis Britten
69. Kalanchoe hypseloleuce Friis & M.G.Gilbert
70. Kalanchoe inaurata Desc.
71. Kalanchoe integra (Medik.) Kuntze
72. Kalanchoe integrifolia Baker
73. Kalanchoe jongmansii Raym.-Hamet & H.Perrier
74. Kalanchoe laciniata (L.) DC.
75. Kalanchoe laetivirens Desc.
76. Kalanchoe lanceolata (Forssk.) Pers.
77. Kalanchoe lateritia Engl.
78. Kalanchoe latisepala N.E.Br.
79. Kalanchoe laxiflora Baker
80. Kalanchoe leblanciae Raym.-Hamet
81. Kalanchoe lindmanii Raym.-Hamet
82. Kalanchoe linearifolia Drake
83. Kalanchoe lobata R.Fern.
84. Kalanchoe × lokarana Desc.
85. Kalanchoe longiflora Schltr.
86. Kalanchoe longifolia E.T.Geddes
87. Kalanchoe lubangensis R.Fern.
88. Kalanchoe luciae Raym.-Hamet
89. Kalanchoe macrochlamys H.Perrier
90. Kalanchoe mandrarensis Humbert
91. Kalanchoe manginii Raym.-Hamet & H.Perrier
92. Kalanchoe marmorata Baker
93. Kalanchoe marnieriana H.Jacobsen ex L.Allorge
94. Kalanchoe maromokotrensis Desc. & Rebmann
95. Kalanchoe migiurtinorum Cufod.
96. Kalanchoe millotii Raym.-Hamet & H.Perrier
97. Kalanchoe miniata Hils. & Bojer ex Tul.
98. Kalanchoe mitejea Leblanc & Raym.-Hamet
99. Kalanchoe montana Compton
100. Kalanchoe mortagei Raym.-Hamet & H.Perrier
101. Kalanchoe ndotoensis L.E.Newton
102. Kalanchoe neglecta Toelken
103. Kalanchoe nyikae Engl.
104. Kalanchoe obtusa Engl.
105. Kalanchoe olivacea Dalzell
106. Kalanchoe orgyalis Baker
107. Kalanchoe paniculata Harv.
108. Kalanchoe pareikiana Desc. & Lavranos
109. Kalanchoe peltata (Baker) Baill.
110. Kalanchoe peltigera Desc.
111. Kalanchoe peteri Werderm.
112. Kalanchoe petitiana A.Rich.
113. Kalanchoe pinnata (Lam.) Pers.
114. Kalanchoe poincarei Raym.-Hamet & H.Perrier
115. Kalanchoe porphyrocalyx (Baker) Baill.
116. Kalanchoe prittwitzii Engl.
117. Kalanchoe prolifera (Bowie ex Hook.) Raym.-Hamet
118. Kalanchoe pseudocampanulata Mannoni & Boiteau
119. Kalanchoe pubescens Baker
120. Kalanchoe pumila Baker
121. Kalanchoe quadrangularis Desc.
122. Kalanchoe quartiniana A.Rich.
123. Kalanchoe rebmannii Desc.
124. Kalanchoe × rechingeri Raym.-Hamet ex Rauh & Hebding
125. Kalanchoe rhombopilosa Mannoni & Boiteau
126. Kalanchoe × richaudii Desc.
127. Kalanchoe robusta Balf.f.
128. Kalanchoe rolandi-bonapartei Raym.-Hamet & H.Perrier
129. Kalanchoe rosei Raym.-Hamet & H.Perrier
130. Kalanchoe rosulata Raadts
131. Kalanchoe rotundifolia (Haw.) Haw.
132. Kalanchoe rubella (Baker) Raym.-Hamet
133. Kalanchoe salazarii Raym.-Hamet
134. Kalanchoe sanctula Desc.
135. Kalanchoe scapigera Welw. ex Britten
136. Kalanchoe schimperiana A.Rich.
137. Kalanchoe schizophylla (Baker) Baill.
138. Kalanchoe schliebenii Werderm.
139. Kalanchoe serrata Mannoni & Boiteau
140. Kalanchoe sexangularis N.E.Br.
141. Kalanchoe stenosiphon Britten
142. Kalanchoe streptantha Baker
143. Kalanchoe suarezensis H.Perrier
144. Kalanchoe subrosulata Thulin
145. Kalanchoe synsepala Baker
146. Kalanchoe tashiroi Yamam.
147. Kalanchoe teixeirae Raym.-Hamet ex R.Fern.
148. Kalanchoe tenuiflora Desc.
149. Kalanchoe tetramera E.T.Geddes
150. Kalanchoe tetraphylla H.Perrier
151. Kalanchoe thyrsiflora Harv.
152. Kalanchoe tomentosa Baker
153. Kalanchoe tuberosa H.Perrier
154. Kalanchoe uniflora (Stapf) Raym.-Hamet
155. Kalanchoe usambarensis Engl. & Raym.-Hamet
156. Kalanchoe velutina Welw. ex Britten
157. Kalanchoe viguieri Raym.-Hamet & H.Perrier
158. Kalanchoe waldheimii Raym.-Hamet & H.Perrier
159. Kalanchoe waterbergensis van Jaarsv.
160. Kalanchoe welwitschii Britten
161. Kalanchoe wildii Raym.-Hamet ex R.Fern.
162. Kalanchoe yemensis (Deflers) Schweinf.